# Mekka und Symposium
 (décembre 2023).
Si vous disposez d'ouvrages ou d'articles de référence ou si vous connaissez des sites web de qualité traitant du thème abordé ici, merci de compléter l'article en donnant les références utiles à sa vérifiabilité et en les liant à la section « Notes et références ».
Mekka & Symposium est une demoparty qui s'est tenue en Allemagne à Fallingbostel, vers Pâques, de 1997 à 2002.

## Historique
Mekka & Symposium est une collaboration des organisateurs de la demoparty Amiga Symposium, qui s'est tenue en 1995 et 1996, et de la demoparty PC Mekka, qui a eu lieu en 1996. La première édition, en  1997, est nommée Symposium & Mekka. La demoparty connait 6 éditions, chaque année jusqu'en 2002.
En 2002, les organisateurs prennent la décision de ne plus organiser Mekka & Symposium, citant des divergences irréconciliables entre les membres de l'équipe d'organisation principale. La majorité de ceux-ci créent la Breakpoint en 2003.